# Nigel Reo-Coker
Nigel Reo-Coker, född 14 maj 1984 i Southwark, är en engelsk före detta fotbollsspelare med sierraleonskt ursprung.
Reo-Coker beskrevs ofta som en spelintelligent mittfältare som trots sin ringa ålder förärades med kaptensbindeln i London-klubben West Ham United. Han har även varit kapten för det Engelska U21-landslaget.
Efter att ha spelat 100 ligamatcher för Aston Villa mellan 2007 och 2011 blev han i slutet av maj 2011 släppt på fri transfer av klubben.